# Al-Shabaab
Al-Shabaab, u prijevodu »Mladići«, naziv je islamističke fundamentalne Džihadističke organizacije i paravojske koja djeluje u Istočnoj Africi kao produžena ruka Al-Kaide. Surađuje i s nigerijskim Boko Haramom. Kontrolira seoska područja duž Afričkog roga, ponajviše u Somaliji, gdje podupire džihadiste u građanskom ratu, kao i u Jemenu i Mozambiku.
Pripadnici skupine sudjelovali su u bombaškim napadima na američke ekspedicije u Mogadishuu, u kojima je u dva navrata poginulo više od 600 ljudi. Odgovorni su i za desetke napada u susjednim državama kao i za organiziranje oružanih napada i pobuna protiv trenutne vlade u samoj somaliji. Prema izvješćima Ujedinjenih naroda surađuju i sa somalijskim piratima koji napadaju europske i američke trgovačke brodove pljačkajući ih u prolazu. Prema nekim izvorima, surađuju i sa frakcijama Islamske države Iraka i Sirije, a sumnja se da ih podržava Iran. 
Al-Shabaab doživio je uspon počevši s 2020. godinom. Broji oko 35 tisuća aktivnih boraca, zauzeli su više različitih teritorija od kojih i pogranični dio sa Kenijom. Primjećeno je znatno proširenje naoružanja kada se ustanovilo da posjeduju patrolne brodove, dronove, balističke rakete i minobacače.[nedostaje izvor]